# 유사 (모래)

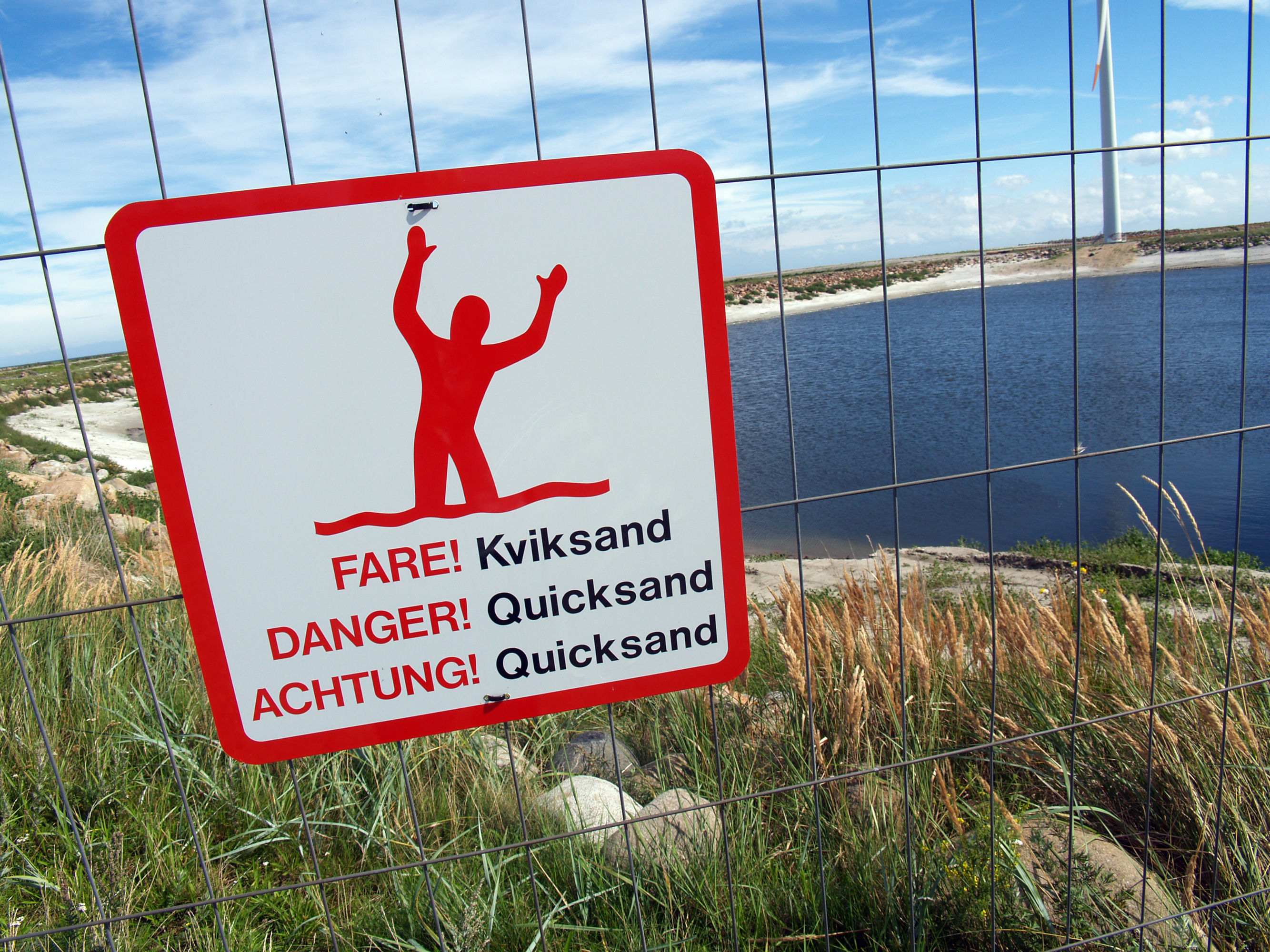

유사(流砂, quicksand)란 모래, 실트 따위 알갱이와 점토, 물이 섞여 만들어진 교질이다. 빠지면 모래가 깊어 자력으로는 빠져나오기 매우 힘들다.

## 같이 보기
- 틱소트로피

1. ↑  자신의 힘